# Pinoyscincus
Genre
Pinoyscincus est un genre de sauriens de la famille des Scincidae.

## Répartition
Les espèces de ce genre sont endémiques des Philippines.

## Liste des espèces
Selon The Reptile Database (23 novembre 2012) :
- Pinoyscincus abdictus (Brown & Alcala, 1980)
- Pinoyscincus coxi (Taylor, 1915)
- Pinoyscincus jagori (Peters, 1864)
- Pinoyscincus llanosi (Taylor, 1919)
- Pinoyscincus mindanensis (Taylor, 1915)

## Publication originale
- Linkem, Diesmos & Brown, 2011 : Molecular systematics of the Philippine forest skinks (Squamata: Scincidae: Sphenomorphus): testing morphological hypotheses of interspecific relationships. Zoological Journal of the Linnean Society, vol. 163, no 4, p. 1217–1243 (texte intégral).